# Gare de La Baule-Escoublac
Gare de La Baule-Escoublac – stacja kolejowa w La Baule-Escoublac, w departamencie Loara Atlantycka, w regionie Kraj Loary, we Francji. Znajduje się na linii Saint-Nazaire-Le Croisic.
Obecna stacja została uruchomiona w 1927 roku przez Chemins de Fer de l'État. Dziś jest stacją Société nationale des chemins de fer français (SNCF), obsługiwaną przez pociągi TGV Atlantique między Paris-Montparnasse i Le Croisic, Interloire między Orleanem i Le Croisic oraz pociągi TER Pays de la Loire pomiędzy Nantes i Le Croisic.

## Historia
Stacja La Bôle otwarta została 11 maja 1879 na linii Saint-Nazaire - LeCroisic. Linia La Baule-Guérandezostała zainaugurowana w tym samym roku i pozostał w służbie Do 30 września 1990 przed zlikwidowanem jej 22 lutego 1991. W 1927 roku, po zmianie trasy 4 km linii między Pornichet i Le Pouliguen doprowadziło do rezygnacji z pierwotnej stacji na Place de la Victoire (zachował się budynek) i powstanie 17 lipca 1927 nowej stacji.